# Gynacantha bainbriggei
Gynacantha bainbriggei är en trollsländeart som beskrevs av Fraser 1922. Gynacantha bainbriggei ingår i släktet Gynacantha och familjen mosaiktrollsländor. IUCN kategoriserar arten globalt som otillräckligt studerad. Inga underarter finns listade i Catalogue of Life.